# Ahmet Shtimja
Ahmet Shtimja (ur. 1887 we Štimljem, zm. 11 lub 12 lipca 1923 w Topillë) – jugosłowiański działacz partii Džemijet, burmistrz Štimlja. Na jego cześć w 2000 roku nazwano jedną z ulic w jego rodzinnej miejscowości.